# Wileński Kościół Ewangelicko-Reformowany

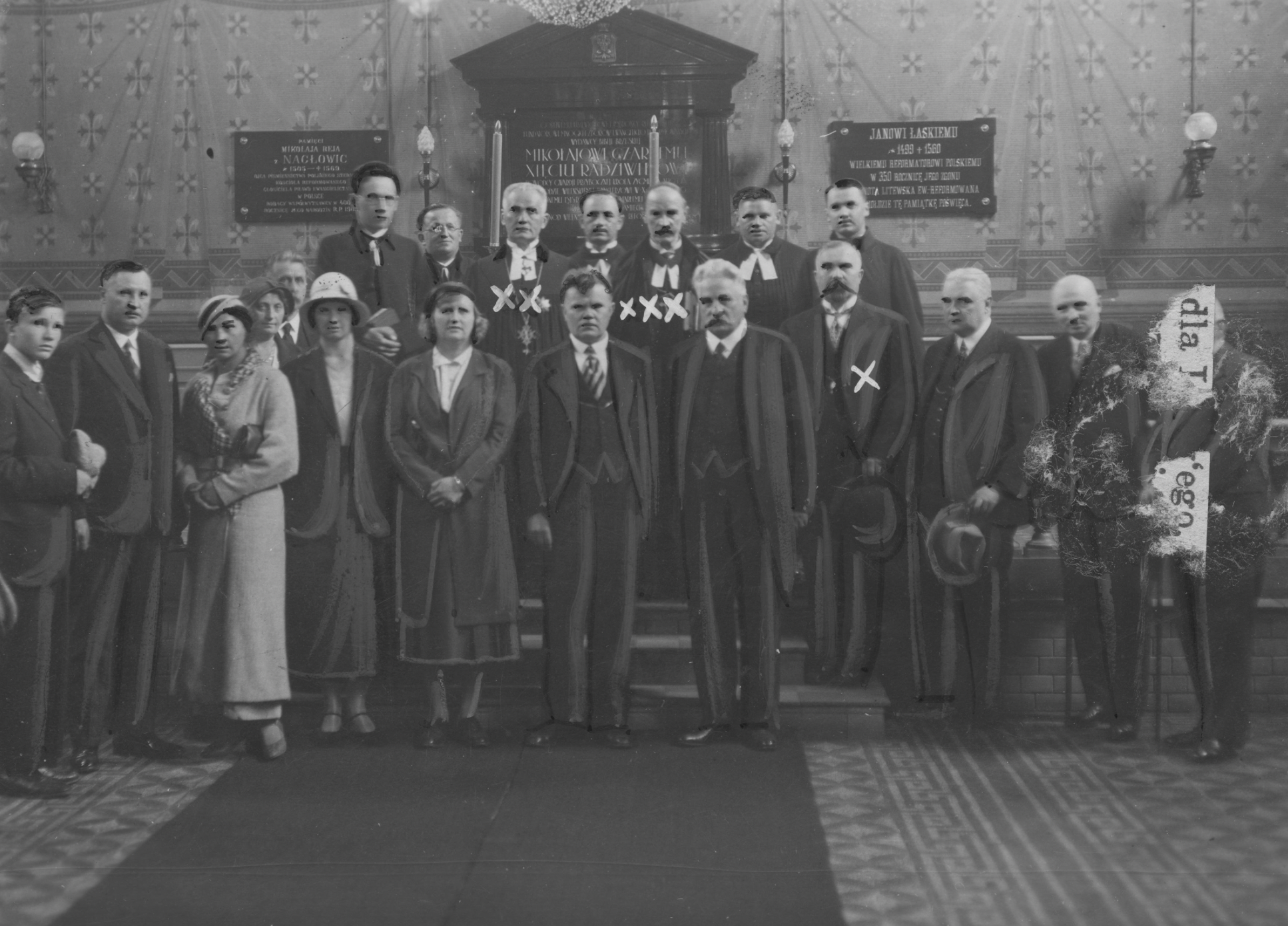
Synod Wileńskiego Kościoła Ewangelicko-Reformowanego (lata 1920–1938)

Wileński Kościół Ewangelicko-Reformowany (Jednota Wileńska) – Kościół ewangelicko-reformowany działający na wschodnich terenach II RP – obszarach dawnego Wielkiego Księstwa Litewskiego, dziedzic tradycji Jednoty Litewskiej powstałej w XVI wieku. 

## Geneza
Wileński Kościół Reformowany w II RP wywodził się z istniejącej od XVI wieku Jednoty Litewskiej. Przetrwała ona okres zaboru pruskiego (1795–1807) oraz rosyjskiego (1795–1915), by odnowić swoją działalność w wolnej Polsce i Litwie. 

## Ustrój i struktura
W odróżnieniu od Jednoty Warszawskiej Kościół wileński charakteryzował się ustrojem czysto synodalnym, lokalne gminy pozbawione były samorządności. Oprócz Synodu i Konsystorza działało osobne Kolegium Kuratorów. 
Skład konsystorza w Wilnie obejmował:
- świeckiego przewodniczącego (przez całe dwudziestolecie Bronisław Herman-Iżycki)
- duchownego wiceprezydenta (z urzędu superintendent generalny)
- 3 osoby świeckie (Marcin Reczyński, Józef Mackiewicz, Roman Tórczyński)
- 3 osoby duchowne (Paweł Dilis, Aleksander Piasecki, Jan Kurnatowski)

W obręb Kolegium Kuratorów, nadzorującego i kontrolującego działalność Konsystorza, wchodzili duchowni oraz kuratorzy wybrani przez Synod na okres całego życia. 
Duchownymi przywódcami wileńskiej wspólnoty reformowanej w II RP byli ks. Michał Jastrzębski (1925–1938) oraz Konstanty Kurnatowski (1938–1940). 

## Terytorium i parafie
Wileński Kościół u progu dwudziestolecia międzywojennego działał na terenie województw białostockiego, wileńskiego oraz wołyńskiego, a więc na terenach dawnego Księstwa Litewskiego sprzed 1569 roku. 
Początkowo składał się jedynie z czterech parafii (większość najliczniejszych i najbardziej aktywnych okręgów Jednoty odeszła pod jurysdykcję państwa litewskiego): Wilna (wraz z dwoma filiałami: w Izabelinie i Niepokojczycach), Kupiczowa, Boratynia oraz Michałówki (Michajłówki). 
W 1932 roku Kościół Reformowany wzbogacił się o dwie kolejne parafie złożone z dawnych wyznawców Kościoła polskokatolickiego (w Podbołociu k. Wołkowyska oraz Konnej k. Zelwy). 
W wyniku unii wyznaniowej z anglikanami w 1933 roku w obręb Kościoła weszły parafie tzw. misji barbikańskiej (Białystok (kościół Misji Barbikańskiej w Białymstoku wraz z filiałami w Lublinie, Brześciu nad Bugiem, Równem, Wilnie i Grodnie), składające się w większości z żydów nawróconych na protestantyzm. W ten sposób Jednota Wileńska składała się ponownie z trzech dystryktów: wileńskiego, wołyńskiego oraz białostockiego – anglikańskiego. 
Bardzo intensywny rozrost wspólnoty kalwińskiej nastąpił w międzywojniu na Wołyniu – powstały tam nowe ośrodki parafialne w Ozeranach i Łucku (wraz z filiami w Sergiówce, Niwach Hubińskich, Nowosiółkach, Równem, Różyszczu i Stawkach). Jurysdykcji superintendentury w Łucku podlegał również kalwiński ośrodek we Lwowie. 
W 1933 roku powstała w Warszawie parafia filialna do której należeli głównie konwertyci z katolicyzmu. Biuro parafii mieściło się w kamienicy przy Grójeckiej 27 m. 3, a nabożeństwa odprawiane były w kaplicy Szpitala Ewangelickiego. Duszpasterzem oraz administratorem filiału był ks. Dilis. Funkcjonowała ona do II wojny światowej, jednak z uwagi na odmienne prawodawstwo dotyczące spraw małżeńskich, filiał nie miał możliwości prowadzenia ksiąg stanu cywilnego ani udzielania ślubów. 
Według stanu na rok 1936 Jednota Wileńska liczyła 9 parafii z 10 filiałami oraz skupiała siedmiu księży i trzech diakonów. 

## Wyznawcy
Kościół Wileński według najbardziej rozpowszechnionych szacunków liczył w okresie II RP ok. 10–12 tys. wyznawców (dla porównania: Jednota Warszawska ponad 20 tys.), trzeba jednak uwzględnić fakt, że znaczna ich liczba to osoby jedynie formalnie należące do Kościoła, ze względu na konserwatywne prawo małżeńskie II RP. 
Badacze protestantyzmu oceniają liczbę autentycznych wiernych, choć jest to niezmiernie trudne, na ok. 2–3 tys. 
O ile Kościół Warszawski nazwać można kościołem polsko-czeskim (narodowości były reprezentowane mniej więcej w równej proporcji – wśród wiernych we władzach byli wyłącznie Polacy), to Jednota Wileńska miała w 1920 roku – po tym jak odpadły od niej tereny prawie całkowicie litewskiej Żmudzi – charakter polski, poza niektórymi parafiami na Wołyniu, skupiającymi osadników czeskich. 

## Kontrowersje
Działalność Wileńskiego Kościoła budziła liczne zastrzeżenia środowisk nie tylko tradycyjnie niechętnych protestantyzmowi, surowej krytyce poddawali ją także sami wyznawcy kalwinizmu - skupieni głównie w Jednocie Warszawskiej. Powodem kontrowersji było nagminne pobłażanie przejściom innowierców na protestantyzm z powodów pozakonfesyjnych, najczęściej w celu uzyskania rozwodu. 
Do czołowych krytyków praktyk Jednoty w tym zakresie należał ks. Kazimierz Ostachiewicz, który został z niej wydalony w 1933 roku i podporządkował się konsystorzowi reformowanemu w Warszawie.

## Likwidacja
Po zajęciu wschodnich województw większość parafii uległa zamknięciu. W Wilnie, po przekazaniu miasta Litwie przez Sowietów, parafię przyłączono do litewskiego Kościoła ewangelicko-reformowanego. W 1940 po wcieleniu Litwy do ZSRR wszyscy pastorzy wyjechali na Zachód, został tylko ks. Ostachiewicz. Członków misji barbikańskiej wymordowali hitlerowcy.
Po zakończeniu II wojny światowej większość wiernych wysiedlono, głównie na ziemie zachodnie i północne Polski. Ich potomkowie są obecnie w większości członkami Kościoła Ewangelicko-Reformowanego w RP, który jest sukcesorem prawnym dawnej Jednoty Wileńskiej.